# .edu
Az .edu egy internetes legfelső szintű tartomány kód, melyet 1985-ben hoztak létre. Az .edu oktatási intézmények számára készült.
Habár eredetileg az .edu kódot a világ oktatási intézményeinek használták, de főleg csak amerikai iskolák jegyezték be címüket ez alá a tartománykód alá.